# Merlo (município)

Merlo é um partido (município) da província de Buenos Aires, na Argentina. Possuía, de acordo com estimativa de 2019, 599.119 habitantes.